# Armoiries de la Lettonie

Grandes armoiries de la Lettonie

Les armoiries de la Lettonie (« ģerbonis ») furent adoptées après l'indépendance du pays, le 18 novembre 1918, et dessinées par les artistes Vilhelms Krūmiņš et Rihards Zariņš. Elles réunissent les symboles nationaux (le Soleil et les trois étoiles) avec les blasons des régions historiques de Lettonie (les partitions avec le lion et le griffon). Le Soleil sur un champ d'azur situé dans la partie supérieure du blason fut employé par les soldats lettons sous le joug russe durant la Première Guerre mondiale. À cette époque, il y avait dix-sept rayons, un pour chaque contrée lettone. Les trois étoiles d'or à cinq branches représentent les régions historiques de Lettonie : Vidzeme, Latgale et Zemgale.
Les éléments héraldiques du blason remontent au XVIe siècle. Le champ d'argent sur lequel figure un lion rampant de gueules symbolise les régions de Kurzeme (Courlande) et Zemgale (ouest et sud-ouest de la Lettonie) ; il était déjà présent dans les armoiries du duc de Courlande en 1569. Le griffon rampant d'argent sur fond de gueules est le blason de Vidzeme et Latgale (nord et nord-est de la Lettonie) et fut créé en 1566, quand les territoires mentionnés furent dominés par l'Union de Pologne-Lituanie.
Les armoiries apparaissent notamment sur la face nationale des pièces divisionnaires en euros lettonnes.